# NGC 4648
NGC 4648 is een elliptisch sterrenstelsel in het sterrenbeeld Draak. Het hemelobject werd op 22 november 1797 ontdekt door de Duits-Britse astronoom William Herschel.

## Synoniemen
- UGC 7868
- MCG 13-9-29
- ZWG 352.39
- KAZ 31
- PGC 42595